# Bruno Correa
Bruno Correa (født 22. marts 1986) er en brasiliansk fodboldspiller.